# Нижньогумбетівська сільська рада
Нижньогумбе́тівська сільська рада (рос. Нижнегумбетовский сельский совет) — сільське поселення у складі Октябрського району Оренбурзької області Росії.
Адміністративний центр — село Нижній Гумбет.

## Населення
Населення — 1359 осіб (2019; 1568 в 2010, 1879 у 2002).

## Склад
До складу сільської ради входять:
| Населений пункт      | Населення, осіб (2002) | Населення, осіб (2010) |
| -------------------- | ---------------------- | ---------------------- |
| Верхній Гумбет, село | 312                    | 256                    |
| Воскресеновка, село  | 300                    | 221                    |
| Івановка, село       | 0                      | -                      |
| Кармала, хутір       | 0                      | -                      |
| Кузьминовка, село    | 252                    | 175                    |
| Нижній Гумбет, село  | 1015                   | 916                    |